# Kanton Le Touvet
Kanton Le Touvet (fr. Canton du Touvet) je francouzský kanton v departementu Isère v regionu Rhône-Alpes. Skládá se ze 14 obcí.

## Obce kantonu
- Barraux
- La Buissière
- Chapareillan
- Crolles
- La Flachère
- Lumbin
- Saint-Bernard
- Sainte-Marie-d'Alloix
- Sainte-Marie-du-Mont
- Saint-Hilaire-du-Touvet
- Saint-Pancrasse
- Saint-Vincent-de-Mercuze
- La Terrasse
- Le Touvet